# マチルダI歩兵戦車
歩兵戦車Mk.Ⅰ マチルダⅠ（ほへいせんしゃ マーク1 マチルダ1、Tank, Infantry, Mk I, Matilda I ）は、戦間期のイギリスで開発された初の歩兵戦車（10トン級）。当時での生産コストは約15000ポンド
「マチルダ」はニックネームであり、制式名称は「歩兵戦車Mk.I」である。「マチルダ」(Matilda)は英語圏の伝統な女性名で、歴史上の人物にイギリスにおける初の女性君主イングランドのマティルダ（Matilda of England）などが知られている。
このニックネームの由来は、複数の説が伝われる。オーストラリアの非公式国歌「ワルチング・マチルダ」にちなんで名付けられたものという説と、兵器総監のヒュー・エルズ将軍が「車両の小型さとアヒルのような形と歩き方」にちなんでこの戦車にマチルダという名前を付けた説、プロジェクトのコードネーム「マチルダ」が1935年に仕様を作成した時点でヴィッカースのために作られたものの説などが存在している。
「歩兵戦車Mk.I」という制式名称は、1940年6月の陸軍評議会の決定であった。

## 概要
1934年に小型・重装甲で敵の対戦車砲に耐える歩兵支援戦車として設計要求が出され、1935年に開発が開始された（小型であれば（表面積を局限すれば）、重装甲であっても、車体の重量を抑えることができる）。
ヴィッカース・アームストロング社では、カーデン・ロイド豆戦車の開発で有名なサー・ジョン・カーデンが設計にあたった。低コストで必要量を揃えられることが求められたため、コンポーネントは極力既存のものが流用された。
サー・ジョン・カーデンの初期のスケッチによれば、サスペンションはヴィッカース軽戦車やユニバーサル・キャリアと同じものが片側4組使われていたが、試作車製作にあたっては6t戦車系のドラゴンMk.IVからのものに変更された。エンジンとトランスミッションは市販されているフォード製のものが使われた。
サー・ジョン・カーデンは1935年12月に飛行機事故で死亡するが、翌年試作車は完成し、テストの結果、若干の改設計を経て、1936年にイギリス陸軍はそれまでの中戦車を、以降は「歩兵戦車」と「巡航戦車」のカテゴリーを設けて、分けて開発する方針を決定し、本車はイギリス初の歩兵戦車に分類され、1937年4月に最初の発注がなされ、1940年8月までに140両程度生産された。
A11は、1940年6月に「歩兵戦車Mk.Ｉ」の制式名称を与えられている。

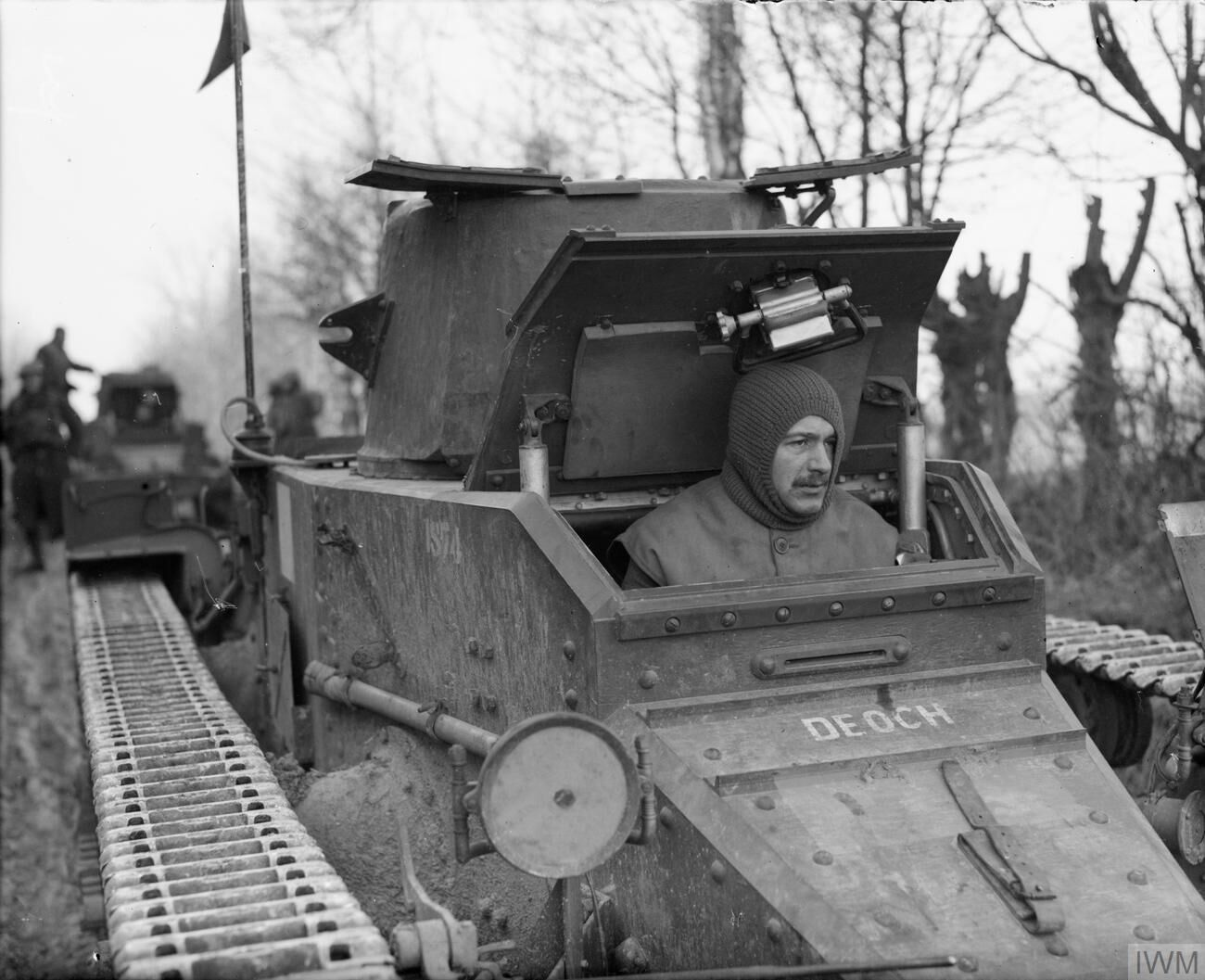
ハッチを開けた状態（車体幅の狭さと装甲の厚さが観察出来る）。操縦席両脇の備品収納箱（雑具箱）は付いていない。

設計思想は第一次世界大戦時のままであり、「動く機銃座」として歩兵直接支援用に開発された。
乗員は操縦手と車長兼機銃手の2名で、前後にタンデム配置された。幅の狭い車体は、厚い装甲板を鋲接で組み立てて構成されていた。前面装甲厚は65 mmに達した。厚い装甲板に車体の構造強度を担わせる手法なので、装甲板を留める内部フレームは無かった。一人用砲塔は鋳造製であった。
車体前部の操縦席の外部両脇に、備品収納箱（雑具箱）が装着されていた。
前方に誘導輪、後方に起動輪のある、リアエンジン・リアドライブ方式であった。コスト削減のため、フェンダーは設けられなかったので、足周りは剥き出しであった。
11.2 tの重量に対し、70 hpのエンジン出力ではアンダーパワーであった。そのため、路上最大速度は12.9 km/hと、非常に遅かったが、歩兵直接支援用としては充分であるとされた。
以後のマチルダII歩兵戦車などに比べ、非常に小型軽量で、重機関銃1挺のみの搭載で、武装だけを見れば豆戦車に近い。既存コンポーネントの流用でコストを抑えたとはいえ、機銃1挺を運搬するには不経済であるとの批判も当初からあり、量産開始前の1937年に、より大型の歩兵戦車A12（後のマチルダII）の設計が開始されている。
西方電撃戦などでドイツ軍と戦闘を交えたときも対戦車砲によく耐えたが、武装が重機関銃1挺ではどうにもならず、敵陣地への攻撃はもっぱら履帯で蹂躙することに頼る有様であった。ギリギリまで切り詰められ、発展の余地がまったく無かったこともあり、本車はすぐに第一線を退き、その後、訓練用車両として本国で使用された。
現在、ボービントン戦車博物館で、現存する2輌のマチルダIを見ることができる。内1輌の「Demon（悪魔）」というニックネームの車両は、操縦席両脇の備品収納箱（雑具箱）上面（蓋）が、傾斜している。